# Delphine Guehl
Delphine Guehl (ur. 30 lipca 1978 roku w Metzu), francuska piłkarka ręczna, reprezentantka kraju. Obecnie występuje we francuskim Metz HB. Gra na pozycji lewoskrzydłowej.

## Sukcesy
Mistrzostwo Francji
- (1996, 1997, 1998, 1999, 2000, 2002, 2005, 2006, 2007, 2008, 2009)

Puchar Ligi Francuskiej
- ,  (2005, 2006, 2007, 2008, 2009)